# San Ignacio de los Sotelo
San Ignacio de los Sotelo är en ort i Mexiko.   Den ligger i kommunen Guadalupe y Calvo och delstaten Chihuahua, i den nordvästra delen av landet, 1 100 km nordväst om huvudstaden Mexico City. San Ignacio de los Sotelo ligger 1 619 meter över havet och antalet invånare är 170.
Terrängen runt San Ignacio de los Sotelo är bergig söderut, men norrut är den kuperad. Terrängen runt San Ignacio de los Sotelo sluttar brant västerut. Runt San Ignacio de los Sotelo är det mycket glesbefolkat, med 6 invånare per kvadratkilometer. Närmaste större samhälle är Guadalupe y Calvo, 16,6 km öster om San Ignacio de los Sotelo. I omgivningarna runt San Ignacio de los Sotelo växer i huvudsak blandskog.